# Araeocoryne elegans
Araeocoryne elegans är en svampart som beskrevs av Corner 1950. Araeocoryne elegans ingår i släktet Araeocoryne och familjen Gomphaceae.   Inga underarter finns listade i Catalogue of Life.